# Хюз (окръг, Оклахома)
Окръг Хюз (на английски: Hughes County) е окръг в щата Оклахома, Съединени американски щати. Площта му е 2111 km², а населението – 14 154 души (2000). Административен център е град Холдънвил.